# Баранцеві (рослини)
Баранцеві — родина (Huperziaceae) або підродина (Huperzioideae) плауноподібних рослин з родини плаунових (Lycopodiaceae). В Україні поширений один вид — баранець звичайний (Huperzia selago).

## Опис
Трав'янисті рослини з правильним двічі дихотомічно розгалуженим стеблом, темно-зеленого, рідше жовто-зеленого забарвлення. Стебла вкорінюються біля основи. Спорангії пазушні.

## Класифікація
Родина містить 3 роди, що включають близько 450 видів:
- Баранець (Huperzia)
- Phlegmariurus
- Phylloglossum